# Horst-Helmut Wind

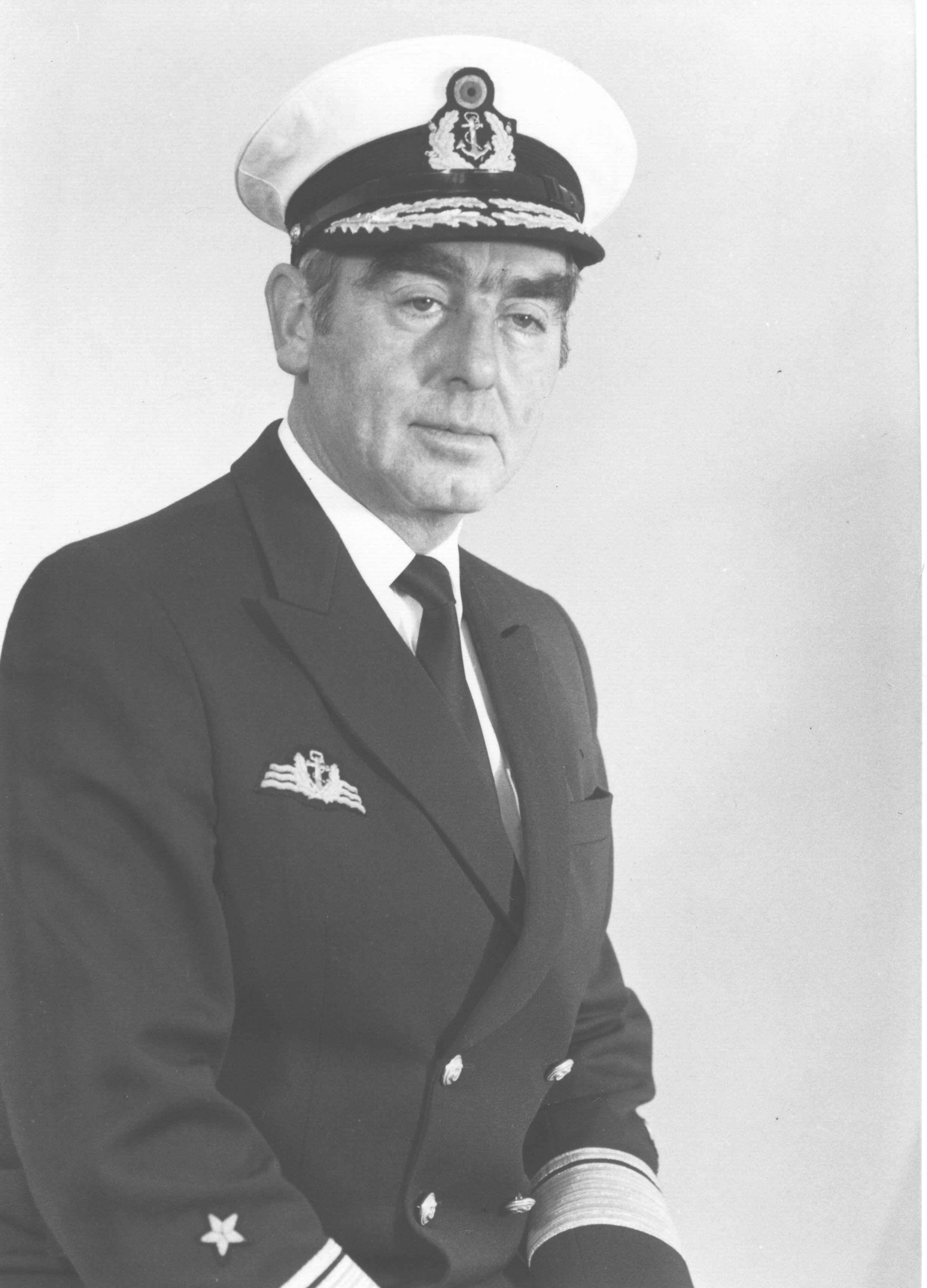
Flottillenadmiral Wind (1983)

Horst-Helmut Wind (* 15. August 1927 in Flensburg; † 19. Februar 2009 in Glücksburg) war ein deutscher Flottillenadmiral der Bundesmarine und zuletzt Kommandeur der Marineschule Mürwik.

## Leben
Wind, Sohn eines Drogisten, trat im Oktober 1944 mit der Crew X/44 als Seeoffizieranwärter bei der 3. Schiffsstammabteilung in Stralsund in die Kriegsmarine ein, nachdem er zuvor Luftwaffenhelfer war. Von Januar bis August 1945 hatte er ein Bordkommando bei der 3. Torpedoflottille in Frederikshavn in Dänemark. Im April 1944 wurde er zum Seekadetten ernannt. Er geriet nicht in Kriegsgefangenschaft.
In der Nachkriegszeit bei der Wasserschutzpolizei, war er Sportausbilder an der Polizeischule Hamburg. Er ging zur Handelsmarine und erwarb das A 6-Patent (Kapitän auf großer Fahrt). Zuletzt fuhr er als Erster Offizier auf dem Schulschiff Passat.
Er wechselte am 1. Juli 1959 als Leutnant zur See in die Bundesmarine und fuhr als Segeloffizier und Wachoffizier auf der Gorch Fock. Danach war er Zugoffizier im 4. und 2. Marineausbildungsbataillon, 1. Wachoffizier und Schiffswachoffizier auf der Schulfregatte Raule, Navigationsoffizier auf dem Zerstörer Z 6 Theodor Riedel, Lehrgangsteilnehmer Navgis in den Niederlanden, Schiffsoperationsoffizier auf dem Zerstörer Z 6 sowie Schiffsoperationsoffizier und Lehroffizier auf dem Segelschulschiff Gorch Fock.
Von 1966 bis 1968 absolvierte er den 8. Admiralstabslehrgang an der Führungsakademie der Bundeswehr in Hamburg. Er war der letzte Offizier, der einen General- oder Admiralstabslehrgang an der Führungsakademie der Bundeswehr besuchte und noch eine Vordienstzeit bei der Wehrmacht hatte. Nach einer Verwendung als A2 im Kommando NAVBALTAP der NATO in Karup in Dänemark von April 1965 bis Märzu 1965 diente er von 1965 bis 1975 als IO auf den Schulschiffen Deutschland und Gorch Fock. Nachdem er Lehrgangsleiter an der Führungsakademie der Bundeswehr gewesen war, wurde er im April 1978 der 6. Kommandant der Gorch Fock. Im März 1982 wurde er (wie vor ihm Hans von Stackelberg) Kommandeur des Verteidigungsbezirkskommandos 10 und damit Standortältester in Hamburg.
Zum Flottillenadmiral befördert, wurde er im Oktober 1983 der 44. Kommandeur der Marineschule Mürwik. Aus gesundheitlichen Gründen im Oktober 1985 vorzeitig in den Ruhestand versetzt, lebte er zurückgezogen in Glücksburg. Dort starb er mit 81 Jahren.
Wind war seit Juli 1986 Mitglied des Vereins zur Förderung des Hochseesegelns Trans-Ocean. Im selben Jahr wurde er Juror. Zehn Tage vor seinem Tod gab er das Ehrenamt auf.

## Auszeichnungen
- Flak-Kampfabzeichen (1944 als Luftwaffenhelfer)
- Eisernes Kreuz II. Klasse (1945)
- Schnellboot-Kriegsabzeichen (1945)
- Verdienstkreuz am Bande des Verdienstordens der Bundesrepublik Deutschland

## Werke
- Parade der Großsegler. 3. Auflage. DSV-Verlag, Hamburg 1987, ISBN 3-88412-086-7.